# Фрегат вознесенський
Фрегат вознесенський (Fregata aquila) — вид сулоподібних птахів родини фрегатових (Fregatidae).

## Поширення та чисельність
Фрегат вознесенський гніздиться лише на острові Ботсвайнбірд, який знаходиться за 250 м від північно-східного узбережжя острова Вознесіння. До 19 століття птах гніздився на самому острові Вознесіння, але місцева колонія була винищена дикими кішками. У 2002—2004 році всі дикі кішки на острові були виловлені. 2012 року було помучено перші дві гніздові пари фрегата на острові Вознесіння. У 2014 році вже гніздилося 12 пар. Мандрівні птахи у позашлюбний сезон спостерігалися в Західній Африці, Бразилії та Шотландії.
Згідно з переписом 2002—2003 року було помічено 9411 самиць, що гніздились. За оцінками, загальна чисельність виду становить 17-21 тис. птахів. Вважається, що популяція цього виду є стабільною і не зазнає значних коливань.

## Опис
Птах завдовжки 89-96 см. Розмах крил 196—201 см. Вага — до 1,25 кг. Оперення чорного забарвлення, у самців з зеленкуватим відтінком на голові та шиї. У самців є червоний горловий мішок. Дзьоб блідо-сірий. Ноги сірі. Кільце навколо очей та основа дзьоба блідо-блакитні.